# سیتنیتسا
سیتنیتسا (به انگلیسی: Sitnica) رودخانه‌ای به‌طول ۹۰ کیلومتر است که در کوزوو جریان دارد.